# Antal Róka
Antal Róka  (né le 25 juin 1927 à Caşinul Nou et mort le 16 septembre 1970 à Siófok) est un athlète hongrois, spécialiste de la marche athlétique.

## Carrière
Il se classe troisième du 50 km marche lors des Jeux olympiques de 1952, à Helsinki, derrière l'Italien Giuseppe Dordoni et le Tchécoslovaque Josef Doležal, dans le temps de 4 h 31 min 27 s 2.
Il remporte une nouvelle médaille de bronze à l'occasion des Championnats d'Europe de 1954, à Berne, et se classe par ailleurs cinquième des Jeux olympiques de 1956.

### Palmarès
| Date | Compétition           | Lieu      | Résultat | Épreuve      |
| ---- | --------------------- | --------- | -------- | ------------ |
| 1952 | Jeux olympiques       | Helsinki  | 3e       | 50 km marche |
| 1954 | Championnats d'Europe | Berne     | 3e       | 50 km marche |
| 1956 | Jeux olympiques       | Melbourne | 5e       | 50 km marche |

### Records
| Épreuve      | Performance     | Lieu | Date |
| ------------ | --------------- | ---- | ---- |
| 50 km marche | 4 h 21 min 58 s |      | 1956 |